# Eupelmus gueneei
Eupelmus gueneei is een vliesvleugelig insect uit de familie Eupelmidae. De wetenschappelijke naam is voor het eerst geldig gepubliceerd in 1870 door Giraud.